# Gottfried Beyer

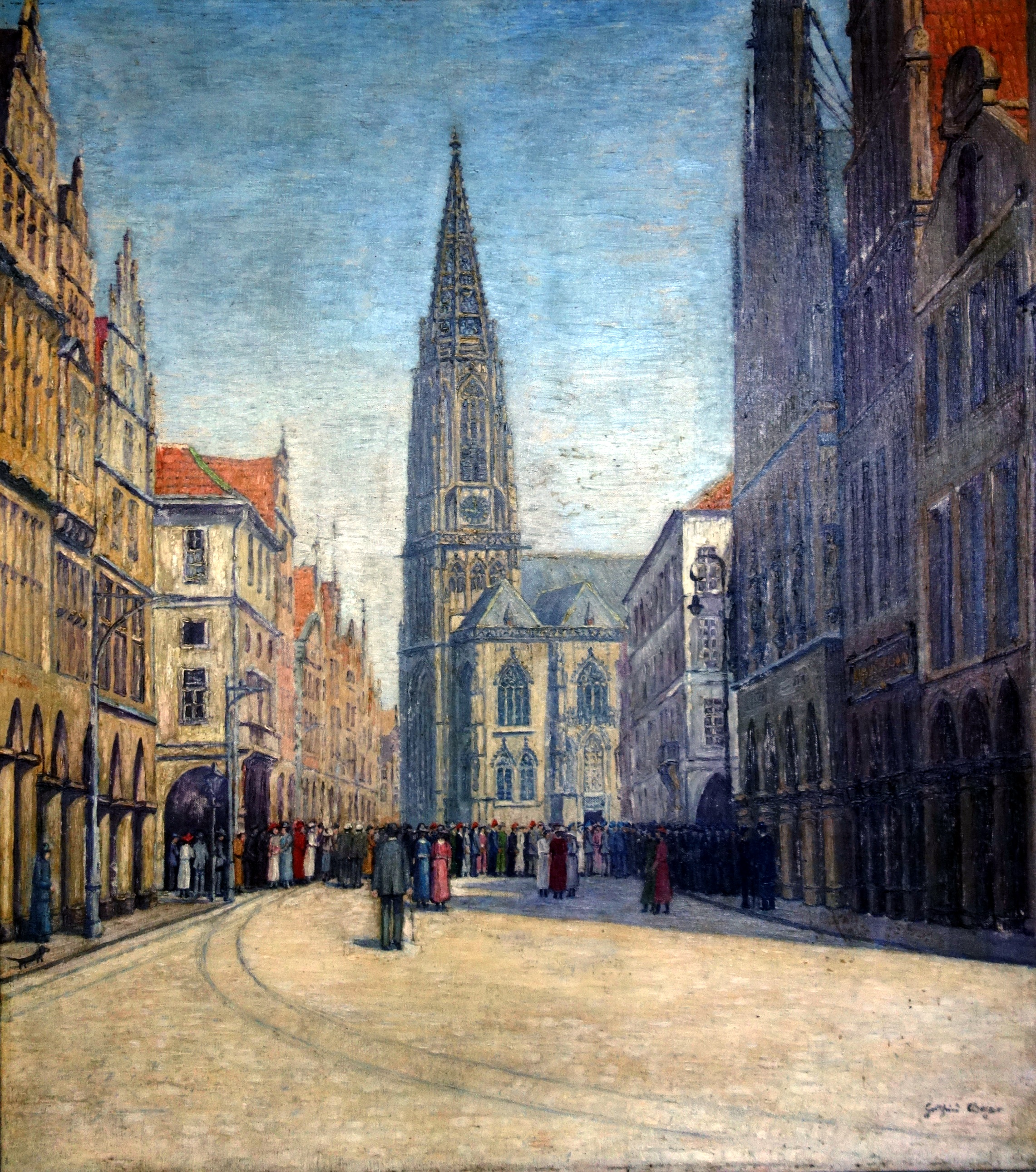
Münster, Prinzipalmarkt mit Lambertikirche

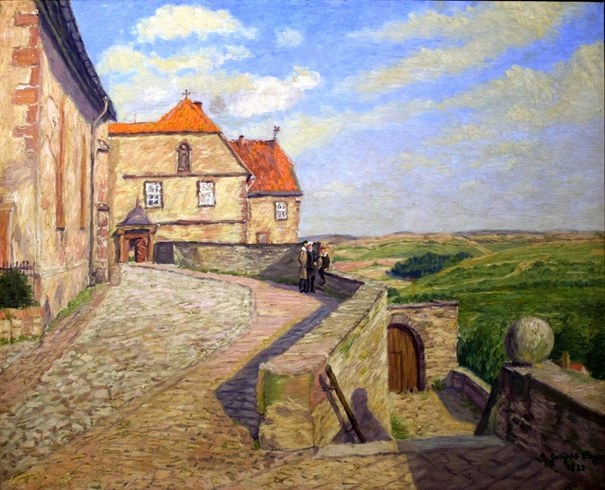
Warburg, Brüderkirchhof mit Gymnasium Marianum

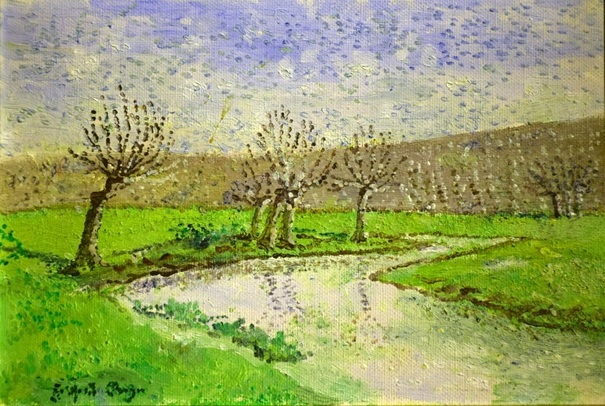
Partie an der Diemel mit Kopfweiden

Gottfried Beyer (* 3. März 1889 in Coesfeld; † 17. April 1968 in Warburg) war ein Maler des deutschen Impressionismus.

## Leben
Er wuchs in Coesfeld als Sohn des dortigen Sparkassenleiters Aloys Joseph Beyer und dessen Frau Anna Catharina Rosalie Steinkamp auf. Nach der Schulzeit studierte er zunächst Kunstgeschichte an der Universität Münster. Danach wechselte er an die Kunstakademie Kassel, wo er Schüler von Louis Kolitz wurde, und erlangte dort die Lehrbefähigung als Kunstlehrer an höheren Schulen.
Ab 1915 unterrichtete er zunächst an Schulen in Hannover und Solingen. 1920 trat er eine Stelle am Warburger Gymnasium an und wirkte später auch an der mittleren Mädchenschule. Neben seiner Lehrtätigkeit arbeitete er als Maler und schuf zahlreiche Werke im Stil des deutschen Impressionismus, der von der Haager Schule und Max Liebermann geprägt worden war. Einige Bilder konnte er auch in die USA verkaufen, wo er 1925 von einer amerikanischen Universität zum Professor ernannt wurde.
Im gleichen Jahr erwarb Beyer in exponierter Lage auf der damals noch weitgehend unbebauten Hüffert ein Grundstück mit Blick auf die Warburger Altstadt und das Diemeltal. Er ließ sich dort ein Wohnhaus errichten, dessen Tür mit einer Madonna darüber geschmückt wurde, dazu die plattdeutsche Inschrift:

„Moderguotts in dine Gunst niemm min Hus un mine Kunst!“

1936 ließ Beyer sich mit 47 Jahren „aus gesundheitlichen Gründen“ in den vorzeitigen Ruhestand versetzen. Nun konnte er sich ganz der Malerei widmen, die er bis kurz vor seinem Tode ausübte. Am 17. April 1968 starb er in seinem Hause auf der Hüffert.

## Werk
Beyer hinterließ ein umfangreiches Werk aus dem Zeitraum von 1910 bis kurz vor seinem Tode 1968. Er arbeitete vor allem mit Ölfarben auf Leinwand oder Hartfaserplatte, aber auch mit Kreide, Pastell, Tusche und Bleistift auf Papier.
Die Stadt Warburg und ihr Umland bot ihm Anregungen für zahlreiche Arbeiten. Weitere Motive fand er in Münster und dem Münsterland, dem Bergischen Land, der Lüneburger Heide und Rothenburg ob der Tauber. Zudem fertigte er Porträts, Interieurs und Stillleben.

## Publikationen
- Warburg in Westfalen, Carl Frye & Sohn, Münster 1922
- Auf heimatlichen Fluren, zusammen mit Heinrich Schauerte, Heimatverlag Dr. Wagener, Meschede, 1931, 2. Aufl.

## Nachlass
In seinem Testament hatte Beyer die Stadt Warburg als Erbe seines Hauses eingesetzt mit der Auflage, dort ein Kunstmuseum mit einer Ausstellung seiner Bilder einzurichten. Zudem hatte er dort für seine langjährigen Haushälterin und Lebensgefährtin, Frau Köbbing aus Münster, ein lebenslanges Wohnrecht eingeräumt. Nach ihrem Tode 1978 stellte sich jedoch heraus, dass alle im Hause verbliebenen Bilder verkauft worden waren. Da so die Einrichtung eines eigenen Kunstmuseums nicht mehr möglich war, verkaufte die Stadt auch das Wohnhaus, und verwendete den Erlös zur Sanierung des Hauses Stern als Regionalmuseum für Geschichte und Kunst, in dem auch einige durch Ankäufe und Spenden an die Stadt gelangte Gemälde von Gottfried Beyer aufbewahrt und gezeigt werden.
2018 fand dort anlässlich seines fünfzigsten Todestages eine Gedächtnisausstellung mit über 100 Werken statt.

## Auszeichnungen
- 1925 Professorentitel einer US-amerikanischen Universität
- 1988 Benennung eines Ausstellungsraums im Warburger Museum im Stern als "Beyer-Saal".